# Cromlech des Fourneaux
Der Cromlech des Fourneaux (auch Les Pierres Gauloise – deutsch „Steine der Gallier“ – genannt) liegt nahe der Rue du Docteur Quelet, südlich von Hérimoncourt, bei Montbéliard im Département Doubs nahe der Grenze zur Schweiz in Frankreich.
Hier stehen in Hanglage, weitab von jeder Steinkreistradition, acht mittelgroße (0,78 bis 1,7 m hohe, 0,5 bis 1,3 m breite und 0,15 bis 0,4 m dicke) Steine und ein einzelner großer Stein (2,5 m hoch) in einem Halboval um einen Aufschluss, der eine Art dreieckiger Steintisch bzw. Altar zu sein scheint, dessen Alter jedoch unbekannt ist. Cromlechs stammen meist aus der Bronzezeit. Der um die Zeitenwende hier lebende keltische Stamm der Rauraques ist nicht mit der Anlage zu verbinden.